# چیساسیبی
چیساسیبی (به انگلیسی: Chisasibi) یک منطقهٔ مسکونی در کانادا است که در Eeyou Istchee واقع شده‌است. چیساسیبی ۴٬۴۸۴ نفر جمعیت دارد.

## نگارخانه

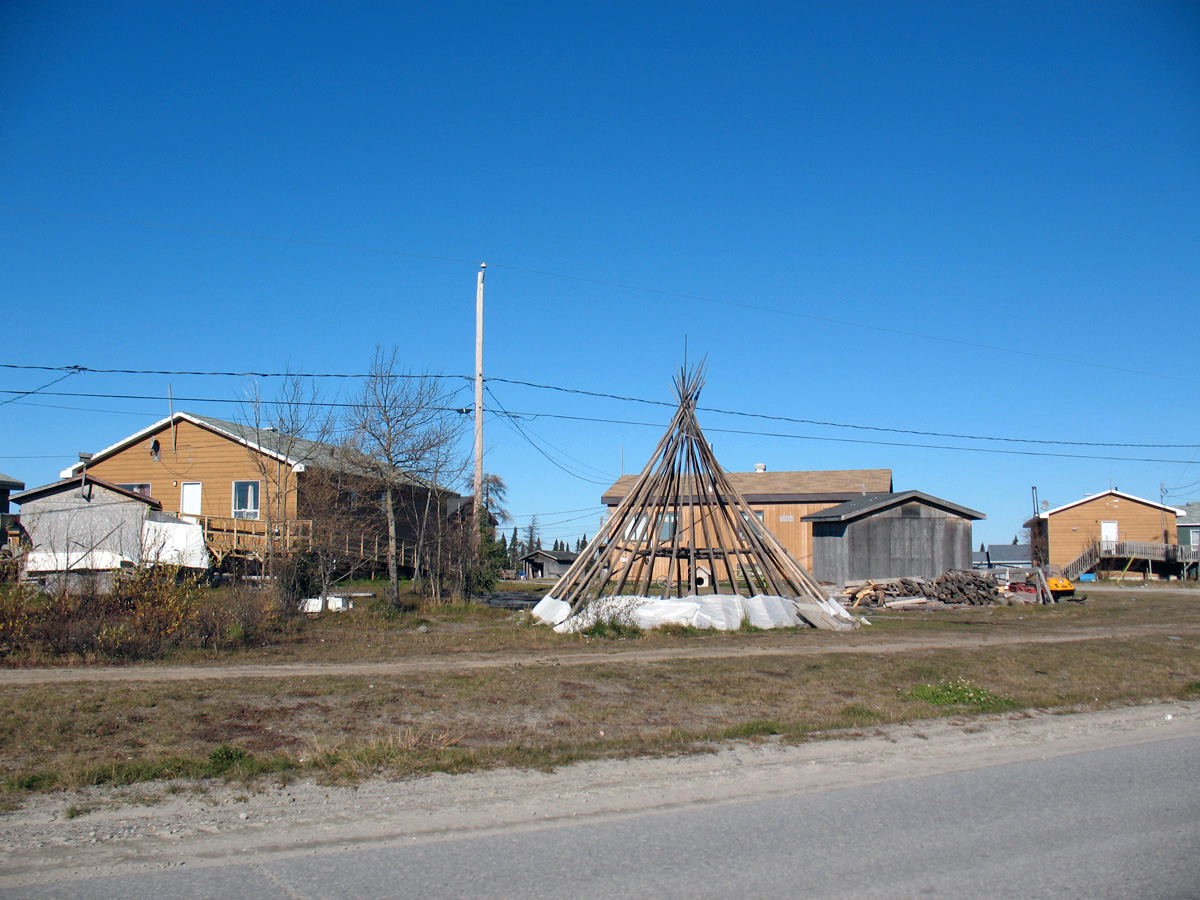
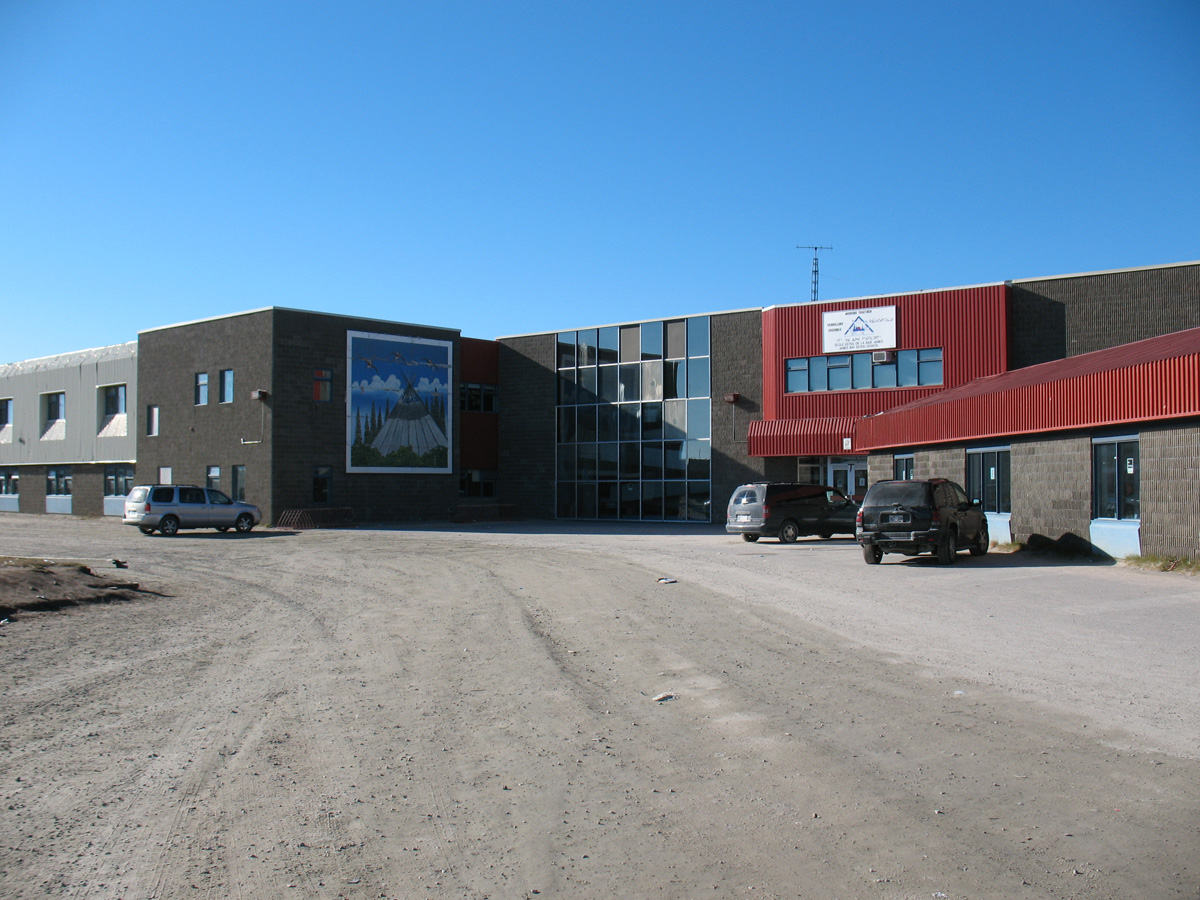
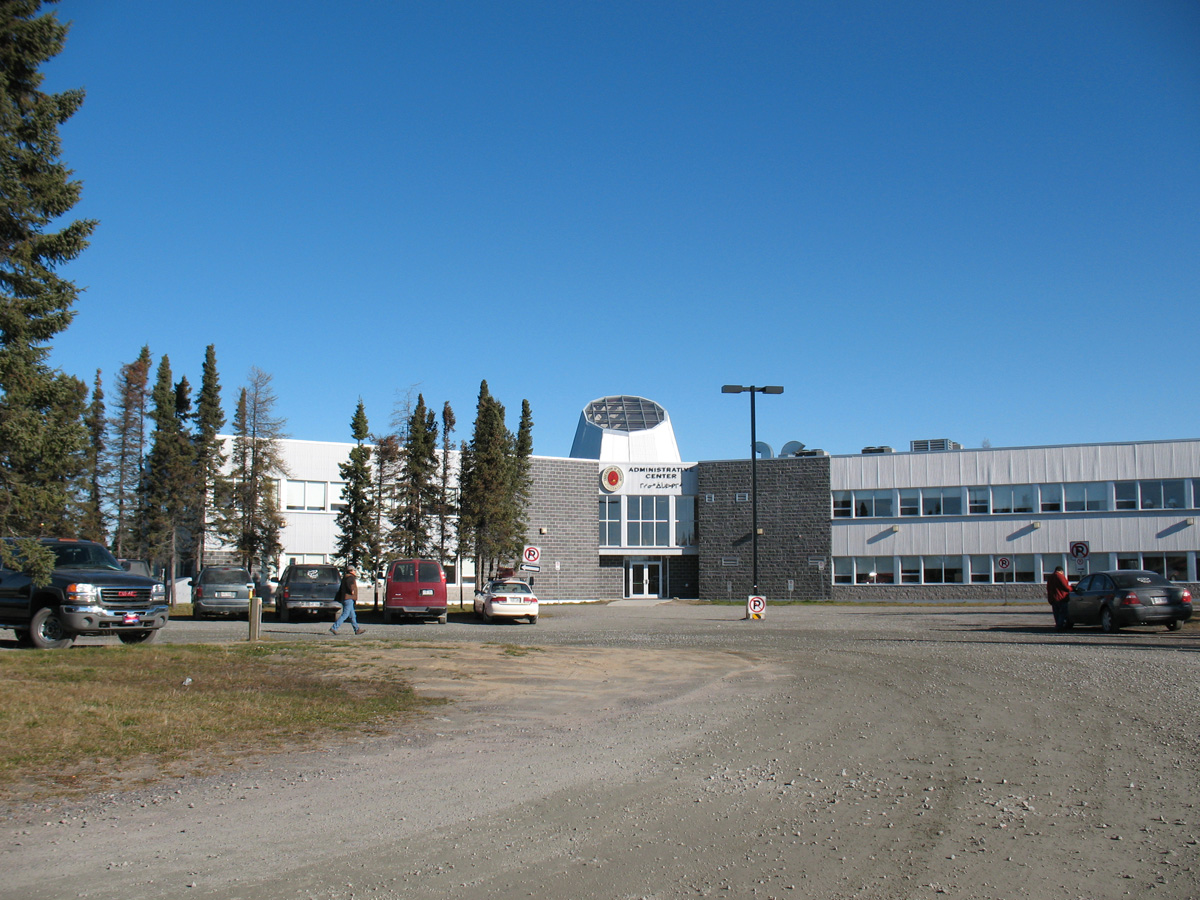
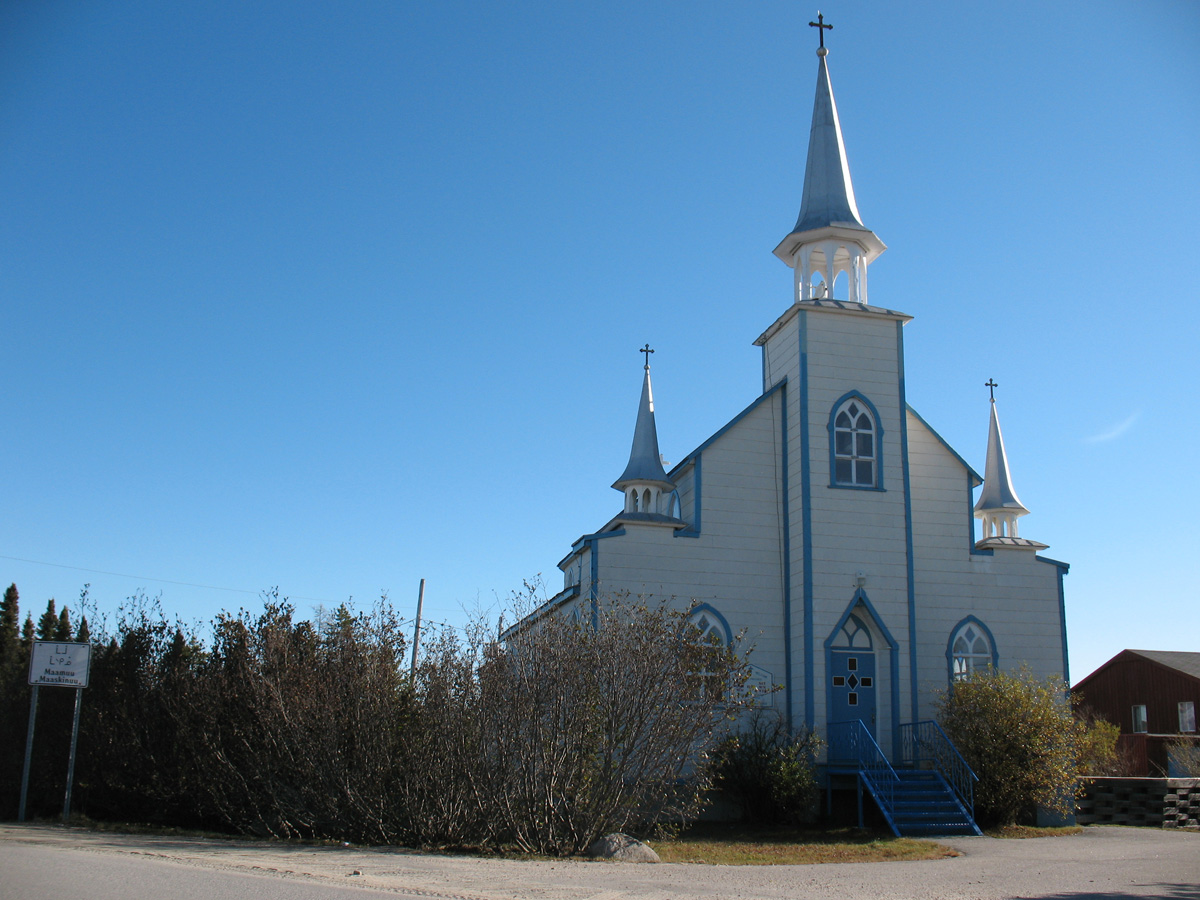
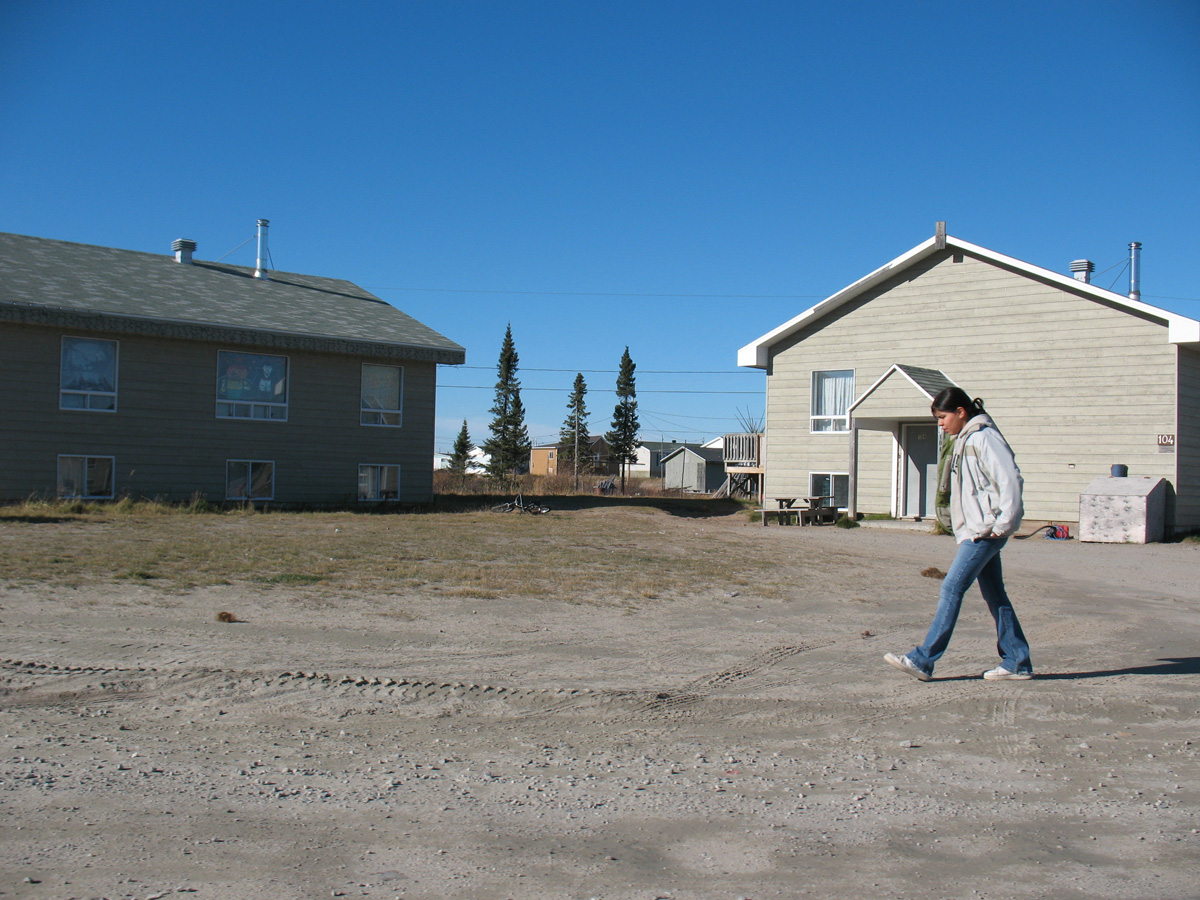
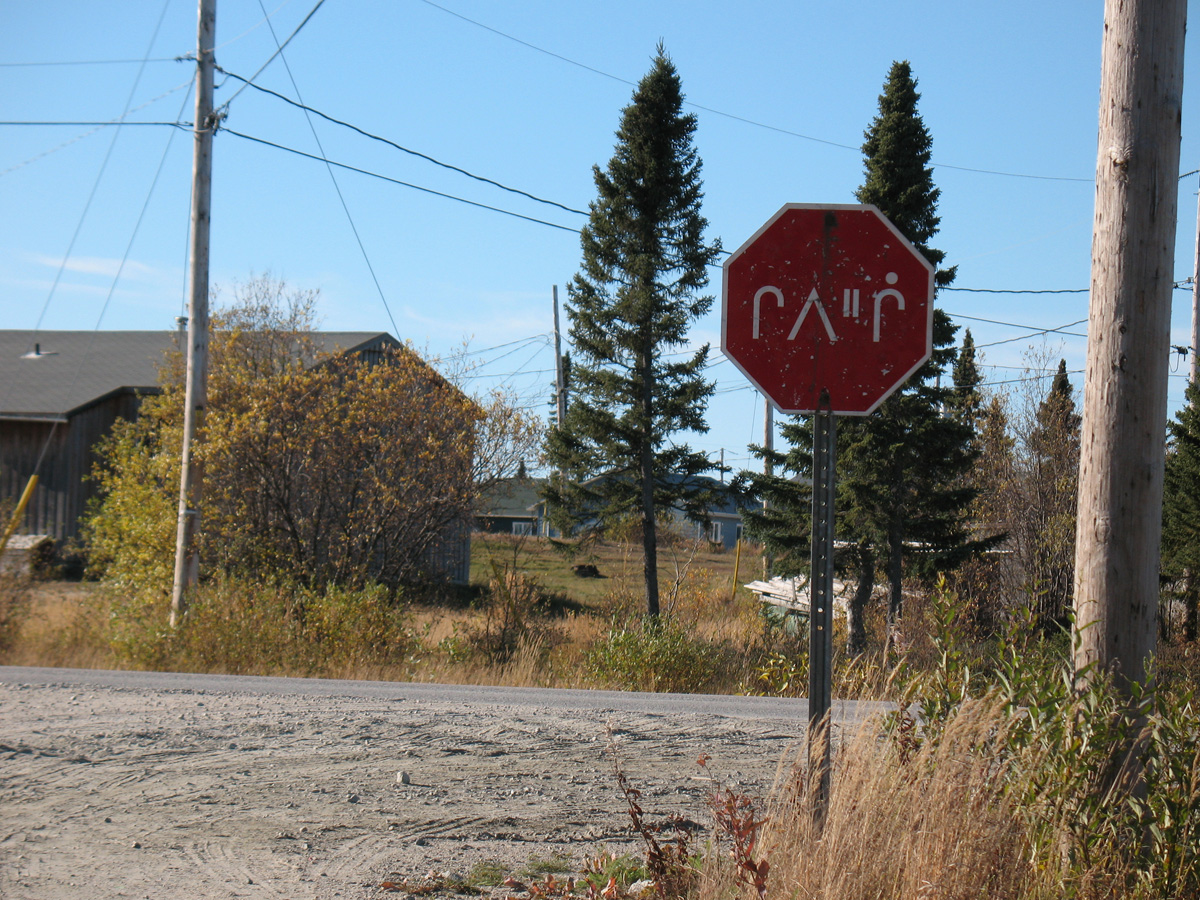
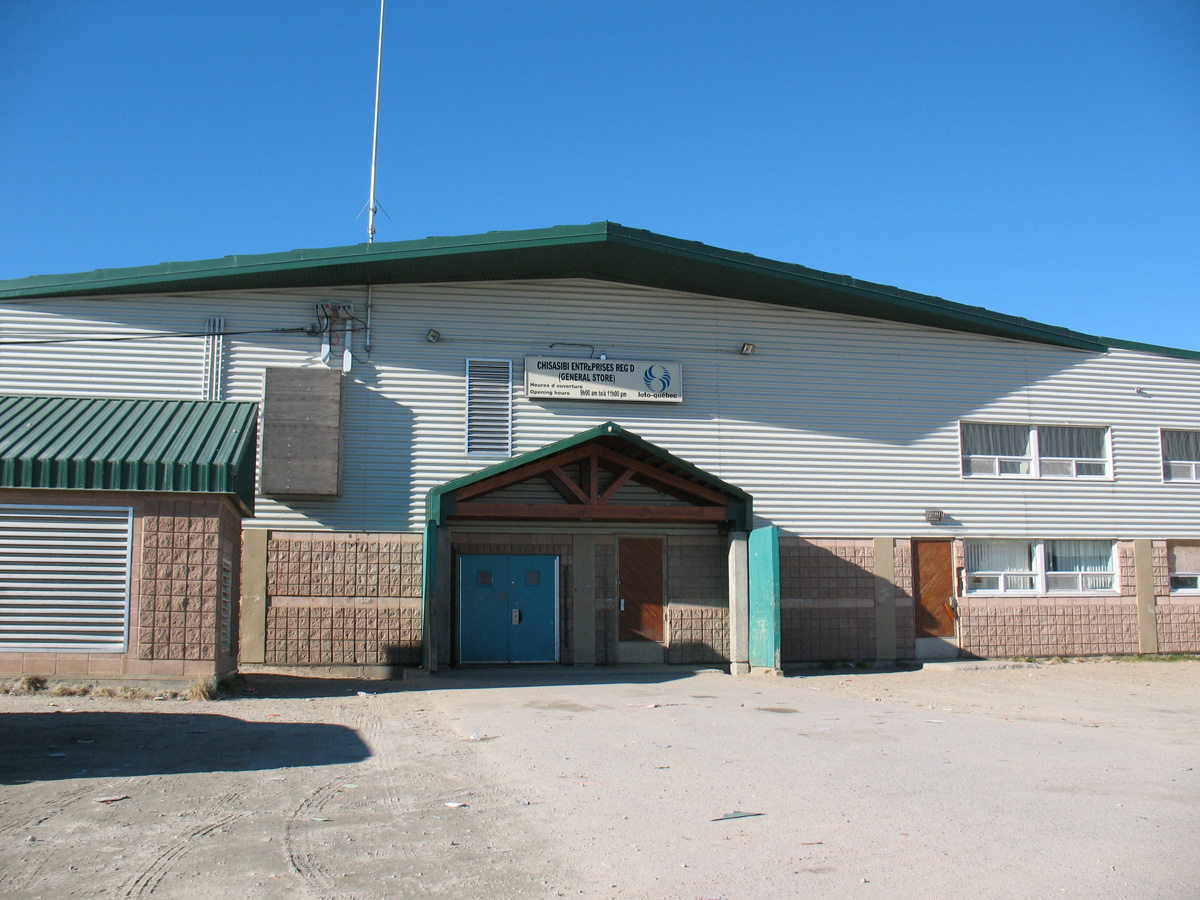
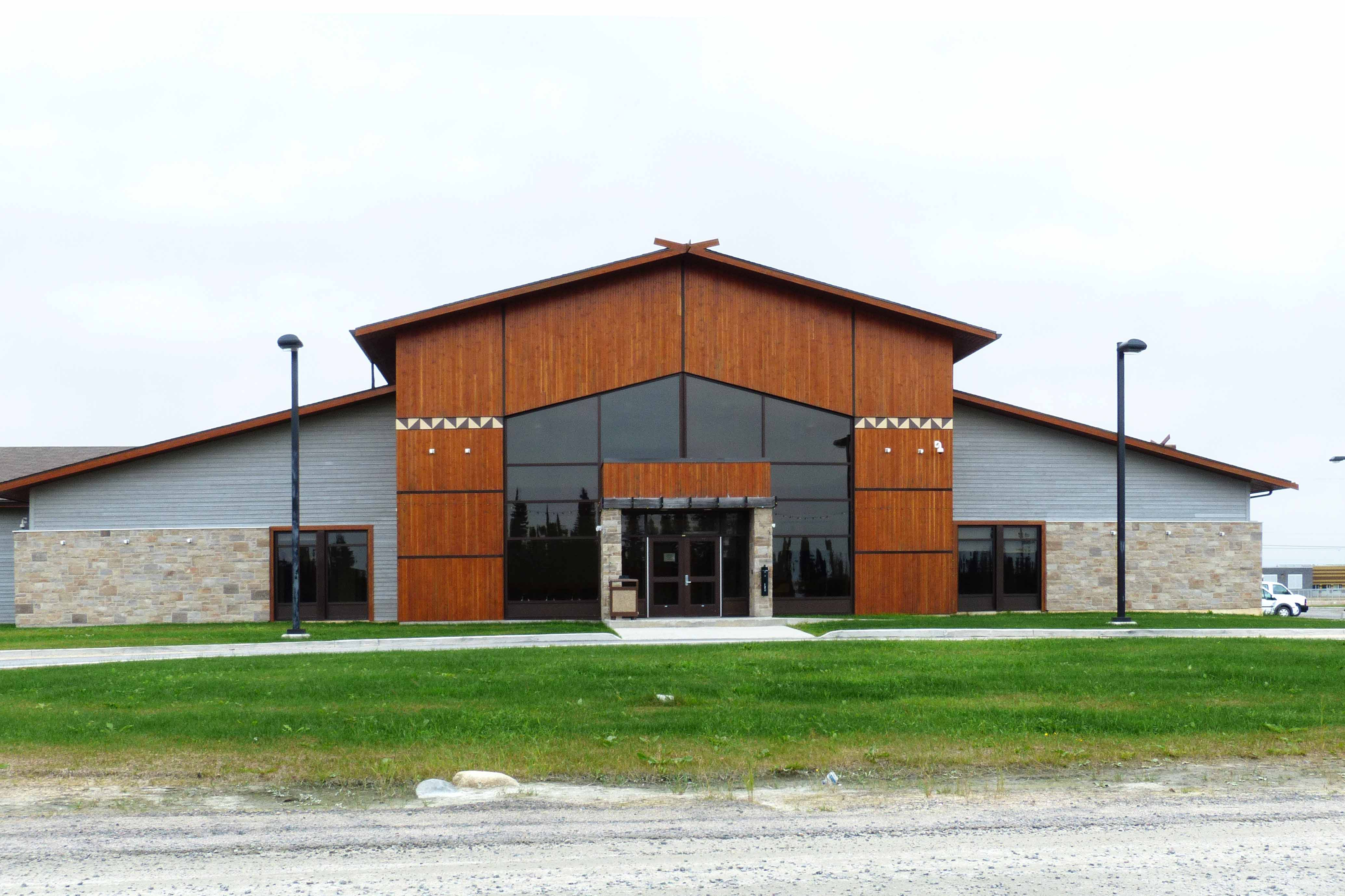